# Julinho Barcelos
Ijuranei Pinter de Barcelos (Tubarão, 30 de setembro de 1944 - Bandeirantes, 28 de setembro de 2012) foi um futebolista e técnico de futebol brasileiro.
Iniciou a carreira futebolística como goleiro no Hercílio Luz em 1966 e em 1968 foi campeão catarinense pelo Comerciário Esporte Clube (clube que em 1978 mudaria o nome para Criciúma Esporte Clube) e atuou em clubes de Santa Catarina, São Paulo e Paraná, aposentando-se na Sociedade Esportiva Matsubara. Logo se formou em Educação Física e iniciou nova carreira como preparador de goleiros no próprio Matsubara. 
Trabalhou como preparador no Londrina Esporte Clube e chegou, no início da década de 1980, ao Sport Club Corinthians Paulista trabalhando nesta função e logo a seguir como auxiliar técnico e em 1981 assumiu a função de técnico no alvinegro paulista..
Além do Corinthians, foi técnico do Atlético Paranaense (1990), Coritiba (1991), Esporte Clube Santo André (1984 e 1992), Londrina (1982), Figueirense Futebol Clube (1997), entre outros.